# Phare de Katapola
Le phare Katapola, également appelé Phare Ormos Katapola ou Phare Akra Agios Ilias est situé au cap Agios Ilias, à l'ouest de l'île Amorgós, dans les Cyclades en Grèce. Il est achevé en 1892 et est actuellement inactif.

## Caractéristiques
Le phare est une tour cylindrique, de pierres, accolée à la maison du gardien, sans lanterne. Il s'élève à 46 mètres au-dessus de la mer Égée. Ce phare est inactif : la lumière est déportée sur une structure métallique au-dessus du phare.

## Codes internationaux
- ARLHS[2] : (inactif)
- NGA : 15988
- Admiralty[3] : E4278